# إسبيرجوس
إسبيرجوس (بالفرنسية: Isbergues)‏ هي بلدية تقع في إقليم باد كاليه من منطقة نور با دو كاليه في شمال فرنسا. تبلغ مساحة هذه المدينة 14.37 (كم²)، وترتفع عن سطح البحر 19 م، يبلغ عدد سكانها 9621 نسمة حسب إحصاء المعهد الوطني للإحصاء والدراسات الاقتصادية سنة 2009 م. وترأس Jacques Napieraj البلدية خلال فترة (2008-2014).